# Озолина, Елена Фёдоровна
Елена Фёдоровна Озолина (род. 1936, Подлипки, Московская область) — фрезеровщица завода «Трансмаш» Министерства тяжёлого и транспортного машиностроения СССР, гор. Москва, полный кавалер ордена Трудовой Славы (1986).

## Биография
Родилась в 1936 году в деревне Подлипки (ныне — в Венёвском районе Тульской области) в крестьянской семье. Русская. Выросла в большой семье, где пять сестёр и два брата, с детства привыкла к тяжёлому крестьянскому труду. Ей было пять лет, когда началась война. Пережила фашистскую оккупацию в родной деревне Подлипки. Ходила в школу 5 километров в одну сторону. Окончила 7 классов сельской школы.
В 1962 году пришла работать на тормозной завод в Москве (ныне — АО «Трансмаш») — российское предприятие со столетней историей, специализирующееся на разработке и производстве надежных тормозных систем для подвижного состава железнодорожного транспорта и метрополитена. На предприятии разрабатывалось и выпускалось тормозное оборудование для железных дорог. Не имея специального технического или инженерного образования, освоила профессию фрезеровщика, быстро вышла в передовики производства. В трудовой книжке — одни благодарности. Премий и грамот не счесть.
Указами Президиума Верховного Совета СССР от 21 апреля 1975 года и 16 января 1981 года Озолина Елена Фёдоровна награждена орденами Трудовой Славы 2-й и 3-й степеней.
Указом Президиума Верховного Совета СССР от 10 июня 1986 года Озолина Елена Фёдоровна награждена орденом Славы 1-й степени. Стала полным кавалером ордена Трудовой Славы.
В 1986 году избрана делегатом XXVII съезда КПСС.
В 1991 году ушла на пенсию. Как активистка Всероссийской общественной организации «Трудовая доблесть России» постоянно выступала в школах, вузах и трудовых коллективах.
Живёт в городе Москва.

## Награды
- ордена Трудовой Славы 1-й, 2-й, 3-й степеней:
3 ст. 21.04.1975 № 115826
2 ст. 16.01.1981 № 19126
1 ст. 10.06.1986 № 344
- медалями, в том числе медалями ВДНХ СССР, знаками «Ударник пятилетки», «Победитель социалистического соревнования»"[1].